# 胡應湘
胡應湘爵士，GBS、KCMG、FICE（英語：Sir Gordon Wu，1935年12月3日—），生於香港，籍貫廣東花縣，香港企業家，合和實業創辦人及現任董事局主席。他也是廣州中國大酒店的發展商之一。胡應湘祖父為胡社生，父親為胡忠，兄長為工業家胡文瀚。

## 生平
胡應湘曾就讀敦梅學校和香港華仁書院（上午校），1952年於香港英文中學會考中取得英文科「良」等成績，其後於1958年畢業於美國普林斯頓大學，獲土木工程學士學位。其子胡文新亦於美國普林斯頓大學畢業。胡應湘童年時期於香港島灣仔長大，因此對灣仔的感情濃厚。1960年代曾一邊擔任南華體育會足球部主任，一邊發展建築專業。1970年代末期起，他先後收購灣仔南部的舊式樓宇進行重建，先後發展合和中心及胡忠大廈，前者更一度為全香港最高建築物。然而，他構思的第三個發展項目Mega Tower Hotel（中文暫稱作合和酒店）因環保人士及部份居民反對規模過大，計劃十多年一直未能成事。
20世纪80年代起，胡应湘在广东先后投资建设广州中国大酒店、沙角发电厂、广深高速公路等设施。
2000年代，胡應湘時常對香港政治問題發表意見，他曾多次批評泛民主派人士，包括把以遊行方式爭取普選行政長官稱為「暴民政治」。他在2004年立法會選舉前曾聲言若梁國雄（外號「長毛」）當選，他會離開香港，但在選舉結果公布後卻收回有關言論。
2004年4月至2006年6月期間，被委任為香港城市大學校董會主席，提出香港城市大學與香港理工大學兩校合併的計劃。
2011年，胡應湘指出當時的行政長官候選人唐英年的婚外情只屬於「課外活動」，又指「人不風流枉少年」。結果惹來社會人士的批評，指其不尊重婚姻和女性，更極度貶低兩性關係。
另外，胡應湘熱衷投資運輸及基礎建設項目。他曾投資興建泰國曼谷的高架輕軌鐵路、廣深高速公路。而他也是伶仃洋大橋及港珠澳大橋的倡導者。胡應湘伉儷均為香港賽馬會會員，曾育有馬匹「各施各法」。

## 家庭
胡應湘已婚，妻子為郭秀萍，育有二女和二子，排行第三的儿子名胡文新，目前为合和实业集团的副董事总经理。

## 公務職銜
- 香港理工大學校董局前主席
- 香港城市大學校董局前主席
- 香港物流發展局成員
- 香港地產建設商會副主席
- 大珠三角商務委員會成員
- 香港物流協會贊助人
- 香港足球總會名譽副會長
- 中國人民政治協商會議全國委員會港澳台僑委員會副主任
- 中國聯合國協會理事

## 個人榮譽

### 學術榮譽
- 香港樹仁大學榮譽工商管理學博士學位
- 香港教育學院榮譽社會科學博士學位[8]
- 嶺南大學榮譽法學博士學位
- 香港城市大學榮譽社會科學博士學位
- 香港理工大學榮譽土木工程學博士學位
- 英國斯特拉斯克萊德大學榮譽博士學位
- 愛丁堡大學榮譽博士學位
- 英國土木工程師學會資深會員
- 香港運輸物流學會資深會員
- 香港工程科學院資深會員
- 澳洲會計師公會名譽會員

### 榮譽市民
- 美國新奧爾良市
- 中國廣州市
- 中國佛山市
- 中國深圳市
- 中國順德市
- 中國南海市
- 中國花都市
- 菲律賓奎松省

### 其他榮譽
- 1985年 獲比利時國王頒授Chevalier de l'ordre de la Couronne 勳爵
- 1991年 獲南華早報及敦豪速運選為傑出商業家
- 1991年 獲香港亞洲經濟週刊選為傑出「亞洲公司領袖」
- 1994年 獲商業周刊選為「最佳企業家」之一
- 1994年 獲美國International Road Federation 選為傑出人士
- 1996年 獲美國Independent Energy 選為Industry All-Star
- 1996年 獲美國George Washington University 選為傑出國際行政總裁
- 1997年 獲英女皇頒授聖米迦勒及聖喬治爵級司令勳章
- 2003年 獲Asian Freight & Supply Chain Awards 選為Personality of the Year 2003
- 2004年 星島報業集團選為2003 年傑出領袖（商業／金融）
- 2004年 獲香港特別行政區政府頒授金紫荊星章[9]
- 克羅地亞共和國名譽領事

## 外部連結
- 合和集團董事介紹